# نينا هايمز
نينا هايمز (بالإنجليزية: Nina Hyams)‏ هي لغوية أمريكية، ولدت في 1952.

## وصلات خارجية
- الموقع الرسمي